# طلاق المسلمين في القانون المصري
طلاق المسلمين في القانون المصري تعرّفه محكمة النقض بأنه هو حل رابطة الزوجية الصحيحة بلفظ الطلاق الصريح أو بعبارة تقوم مقامه تصدر ممن يملكه وهو الزوج أو نائبه، وتعرفه المحكمة الدستورية العليا بأنه هو من فرق النكاح التي ينحلّ الزواج الصحيح بها بلفظ مخصوص صريحاً كان أم كناية.
ولا يجوز الطلاق إلا للزوج وحده (أو للزوجة إذا كانت بيدها العصمة)؛ فلا يجوز لولي الصغير أن يطلّق عليه زوجته لأي سبب من الأسباب. ويرتّب الطلاق آثاره بمجرد التلفّظ به في أي وقت وفي أي مكان، ما دام قد استوفى أركانه وشروطه.

## طرفاه

### من يقع منه الطلاق
يُشترَط في المُطلِّق أن يكون عاقلاً لا مجنوناً، وقد قضت محكمة النقض بأن: «المجنون في فقه الشريعة الإسلامية من أصيب باختلال في العقل يفقده الإدراك تماماً وتكون حالته حالة اضطراب، وحكمه أن تصرفاته القولية تكون باطلة بطلاناً كلياً فلا تصح له عبارة أصلاً ولا ينبني عليها حكم من الأحكام». أما في حالة الجنون المتقطّع؛ وهو الذي يغيب فيه العقل لمدة ويعود صاحبه عاقلاً أحياناً، فإن الطلاق لا يقع في هذه الحالة إلا إذا تم في حالة الإفاقة والوعي.
كما يُشترَط أيضاً أن يكون المُطلِّق بالغاً لا صبياً؛ فلا طلاق لصبي سواء كان مميزاً أم لا. وقد أخذ القانون المصري بعدم وقوع طلاق المُكرَه الذي يتم بالإجبار. ولا يقع طلاق السكران، سواء كان السُكر اضطراراً (كتناول الخمر بالإكراه أو استخدام مخدر علاجي)، أو كان السكر اختياراً. كذلك، لا يقع طلاق الغضبان إذا كان الغضب مستحكماً لا يعي الشخص معه ما يقول، أما لو كان الغضب بسيطاً لا يمنع صاحبه من إدراك كلامه، فإن الطلاق يقع في تلك الحالة.
لا يقع طلاق المدهوش الذي أصيب بصدمة أدّت لاضطراب أقواله وأفعاله؛ لأن تصرّفه يكون مشوباً بعدم الإدراك السليم. لكن يقع طلاق الهازل الذي يُقصَد منه المزاح واللهو، حتى ولو لم يقصد منه إيقاع الطلاق فعلياً؛ لقول النبي محمد: «ثلاث جدَّهن جد وهزلهن جد: النكاح والطلاق والرجعة». كما يقع طلاق السفيه؛ وهو المُبذِّر الذي يسرف في إنفاق ماله دون وعي؛ لأنه السفه، وإن كان يوجب الحجر على المال، إلا أنه لا يمسّ العقل.
وهناك أحكام خاصة بالنسبة لطلاق المريض مرض الموت: فلو كان الطلاق رجعياً، فإنه لا يزيل الزواج في الحال؛ وبالتالي لا يؤثر على ميراث الزوجة. أما لو طلّق المريض مرض الموت زوجته المدخول بها طلاقاً بائناً بينونة صغرى أو كبرى، ثم مات وهي في عدّتها منه، فإنه يُعتبَر في حكم الفار من إرثها؛ وبالتالي ترث منه مطلقته رغم وقوع الطلاق.

### من يقع عليها الطلاق
لا يقع الطلاق إلا على زوجة في زوجية صحيحة، سواء تمّ قبل الدخول أو بعده؛ فلا يقع الطلاق في الزواج الفاسد ولا يُحسَب من عدد الطلقات التي يملكها الزوج. ويقع الطلاق على المرأة المعتدة من طلاق رجعي أو بائن بينونة صغرى؛ لأن الزوجية في هاتين الحالتين تعتبر قائمة حكماً حتى تنقضي العدة.
ولا يقع الطلاق على المرأة المعتدة من فسخ زواج بسبب عدم الكفاءة أو نقص المهر عن مهر المثل أو لظهور فساد بالعقد، ولا يقع على المطلقة قبل الدخول وقبل الخلوة بها لأنها تكون أجنبية في تلك الحالة، ولا على المعتدة من طلاق ثلاث لأنها تكون مطلقة بطلاق بائن بينونة كبرى، ولا على امرأة أجنبية لم تربطها بالمُطلّق علاقة زوجية سابقة.

## ما يقع به
يقع الطلاق بكل ما يدل على إنهاء العلاقة الزوجية، سواء كان باللفظ أو بالكتابة للعاجز عن الكلام أو بالإشارة من الزوج الأخرس. ولفظ الطلاق يمكن أن يكون صريحاً، لا يحتمل أي تأويل ولا يتطلب البحث عن نية الزوج؛ كأن يقول الرجل لزوجته: «أنتِ طالق». كما يمكن للفظ الطلاق أن يكون ضمنياً أو كنائياً؛ أي يمكن أن يحتمل معنى الطلاق أو غيره؛ كعبارة: «اخرجي من بيتي»، واللفظ الضمني يتطلّب معرفة نية الزوج: فإن قصد الطلاق فإنه يقع صحيحاً، وإن لم يقصده فلا يقع. وهذا ما تنص عليه المادة الرابعة من القانون رقم 25 لسنة 1929 من أن: «كنايات الطلاق؛ وهي ما تحتمل الطلاق وغيره، لا يقع بها طلاق إلا بالنية».
ومن الجائز أن يتم الطلاق بالكتابة الواضحة بدلاً من اللفظ، سواء كان الطلاق هو نية الكاتب فعلاً أم لم يكن، وسواء قرأته المحلوف عليها أم لم تقرأه. ويُشترَط في الكتابة أن تكون ذات وجهة وعنوان محددين؛ بأن يذكر الزوج اسم زوجته التي يريد تطليقها، وإذا يُذكَر اسم المحلوف عليها في الكتابة، فإن الطلاق لا يقع إلا بمعرفة نية الزوج.

## أنواعه

### من حيث الصيغة
قد تكون صيغة الطلاق منجزة أو مُعلّقة أو مضافة إلى مستقبل. الطلاق المنجز هو ما يقع به الطلاق على الفور، وتخلو صيغته من تعليق أو إضافة؛ كأن يقول الرجل لزوجته: «أنتِ طالق». وفي هذه الحالة، تترتب آثار الطلاق على الفور؛ فتقع الفرقة بين الزوجين حالاً.
أما الطلاق المعلق؛ فهو أن يعلّق الزوج طلاق زوجته على فعل أمر أو النهي عنه؛ كأن يقول لها: «إذا خرجتِ من البيت تكوني طالق مني». وفي هذه الحالة، يقع الطلاق إذا كان هو المقصود حدوثه إذا وقع الأمر المعلق عليه، ولكن لا يقع الطلاق إذا كان القصد من لفظ الطلاق هنا هو إجبار الزوجة على القيام بأمر ما أو الامتناع عن القيام به. وتنص المادة الثانية من القانون رقم 25 لسنة 1929 على أنه: «لا يقع الطلاق غير المنجز إذا قصد الحمل على فعل شيء أو تركه لا غير». ويشترط لصحة الطلاق المعلق أن يكون المعلق عليه أمراً غير موجود بالفعل أو لم يحدث؛ فلا يقع الطلاق لو قال الرجل لزوجته: «إذا حضر أهلِك إلى بيتي فأنتِ طالق»، وكان أهلها في بيته. كما يُشترَط أن تكون المرأة محلاً لإيقاع الطلاق عليها من وقت صدور الصيغة وحتى حصول الأمر المُعلّق عليه.
أما بالنسبة للطلاق المضاف إلى مستقبل، فهو الطلاق الذي تقترن صيغته بوقت يُقصَد وقوع الطلاق فيه؛ كأن يقول الرجل لزوجته: «أنتِ طالق آخر الشهر»؛ فتكون للزوجة هنا كل حقوقها وواجباتها وتحكمها قواعد الحياة الزوجية بشكل طبيعي، ولا تُطلّق إلا في نهاية الشهر. لكن لا يقع الطلاق المقترن بالمستقبل إذا كان غير محدد بوقت معين؛ كأن يكتفي الزوج بقول: «والله لأطلَّقك».

### من حيث الأثر
ينقسم الطلاق من حيث الأثر إلى نوعين: طلاق رجعي وطلاق بائن، وللطلاق البائن صورتان: البائن بينونة صغرى والبائن بينونة كبرى. الطلاق الرجعي هو أي طلاق، ما عدا الطلاق المكمّل للثلاث، والطلاق قبل الدخول، والطلاق على مال، وأي طلاق ينص القانون على اعتباره بائناً. وفي هذا الطلاق، يملك الزوج حق مراجعة زوجته إلى عصمته دون الحاجة إلى عقد جديد ولا مهر جديد ولا رضاء الزوجة، طالما كانت الزوجة في فترة العدة. وذلك لأن الطلاق الرجعي لا يغيّر شيئاً من أحكام الزوجية، سوى أنه يُنقِص من عدد الطلقات التي يملكها الزوج على زوجته؛ فيبقى للزوج -بعد الطلاق الرجعي- حِلّ الاستمتاع بالزوجة، كما يتم التوارث بينهما إذا مات أحدهما قبل انتهاء مدة العدة، ويبقى محرماً على الزوج أن يتزوّج أحداً من محرمات الزوجة (كأختها مثلاً) حتى انتهاء مدة العدة.
وتتم مراجعة الزوج لزوجته في مصر بأحكامٍ تعد اجتهاداً جديداً من المشرّع المصري لم ترد في المذاهب الإسلامية؛ بغرض حماية المرأة من تعسّف الزوج إذا استخدم حقه الشرعي في مُراجعتها دون علمها، وترد هذه الأحكام في المادة 22 من القانون رقم 1 لسنة 2000 التي تنص على أنه: «مع عدم الإخلال بحق الزوجة في إثبات مراجعة مطلّقها لها بكافة طرق الإثبات، لا يُقبَل عند الإنكار ادّعاء الزوج مراجعة مطلقته، ما لم يُعلمها بهذه المراجعة بورقة رسمية، قبل انقضاء ستين يوماً لمن تحيض وتسعين يوماً لمن عدتها بالأشهر من تاريخ توثيق طلاقه لها، وذلك ما لم تكن حاملاً أو تقرّ بعدم انقضاء عدتها حتى إعلانها بالمراجعة».
بمعنى أن يقوم الزوج، الذي طلّق زوجته رجعياً، بإعلانها بالمراجعة بورقة رسمية، خلال 60 يوماً لمن تحيض و90 يوماً لمن عدّتها بالأشهر، وتبدأ هذه المدة من تاريخ توثيق الطلاق (المنصوص عليه في المادة 21 من القانون ذاته). هذا إلا إذا كانت الزوجة حاملاً فإنه تمتد المدة لحين وضع الحمل وانقضاء العدة، أو إذا أقرّت الزوجة باستمرار العدة لحين إعلانها بالمراجعة. ويترتب على عدم الإعلان بالمراجعة، عدم قبول دعوى المراجعة المقدّمة من الزوج أمام القضاء ضد الزوجة التي تنكر المراجعة.
أما الطلاق البائن، فهو الطلاق الذي يلغي الزوجية بمجرد صدوره؛ فلا يستطيع المطلق مراجعة مطلقته، ولا تعود الحياة الزوجية بعده إلا بعقد ومهر جديدين ورضاء جديد. وينقسم الطلاق البائن إلى: طلاق بائن بينونة صغرى، وطلاق بائن بينونة كبرى. الطلاق البائن بينونة صغرى هو طلاق لا تثبت به حرمة مؤقتة؛ لأنه يزيل عقد الزواج ولا يزيل حِلّ المرأة؛ فلو طلّق الزوج زوجته طلقة بائنة واحدة أو اثنتين، فله أن يعود إليها، سواء في العدة أو بعد نهايتها، بشرط كتابة عقد جديد ودفع مهر جديد. وتعتبر المطلقة بائناً أجنبية عن المطلق؛ لهذا ليس لهما الخلوة ولو في العدة، كما يمتنع التوارث بينهما لو مات أحدهما في العدة (إلا لو تم الطلاق في مرض الموت)، ويحلّ بهذا الطلاق مؤخر الصداق. وحالات الطلاق البائن بينونة صغرى:
1. الطلاق قبل الدخول؛ لأنه لا يوجب العدة.
2. الطلاق بعد الخلوة ودون الدخول.
3. الطلاق على مال.
4. التطليق للعيب، سواء تم قبل الدخول أم بعده.
5. التطليق بسبب إضرار الزوج بزوجته.
6. التطليق للضرر من التزوج بأخرى.
7. التطليق لغيبة الزوج.
8. التطليق لحبس الزوج.
9. الخلع.

أما الطلاق البائن بينونة كبرى، فهو الطلاق المكمّل للثلاث، وتثبت به حرمة مؤقتة؛ لأنه يزيل عقد الزواج وحِلّ المرأة معاً؛ فلا يجوز أن يتزوج بعده الرجل والمرأة من جديد إلا بعد أن تتزوّج المرأة زواجاً صحيحاً من زوج جديد يدخل بها دخولاً حقيقياً ثم يفارقها بطلاق أو بوفاة وتنتهي عدتها منه. والقانون المصري يعتبر أن الطلاق الثلاث بلفظ واحد لا يقع إلا طلقة واحدة.

## توثيقه والإشهاد عليه
يشترط القانون على المطلق أن يوثق طلاقه خلال 30 يوماً من تاريخه، لدى المأذون (أو الشهر العقاري في حال اختلاف الجنسية أو الديانة). وإذا لم تحضر المطلقة عملية التوثيق، فإن الموثق يرسل إليها إعلاناً بالطلاق على يد مُحضر. وتوثيق الطلاق مسألة شكلية تهدف لمنع إخفاء واقعة الطلاق بغرض إسقاط حقوق المطلقات، ولا يترتب على عدم التوثيق عدم سماع دعوى الطلاق. لكن يُعاقَب المطلق بالحبس لمدة لا تجاوز 6 أشهر وبغرامة لا تجاوز 200 جنيه، أو بإحدى هاتين العقوبتين، إذا ثَبُت أنه أخفى طلاقه عن مطلقته ولم يقم بتوثيقه، كما يُعاقَب بالعقوبة ذاتها إذا أدلى للموثق ببيانات غير صحيحة عن حالته الاجتماعية أو محل إقامة زوجته أو زوجاته أو مطلقته.
بالإضافة إلى شرط التوثيق، أضاف القانون رقم 1 لسنة 2000 أحكاماً جديدة تشترط الإشهاد على الطلاق عند توثيقه. والطلاق بالإرادة المنفردة يكون واقعاً بمجرد أن يتلفّظ به الزوج، لكن لا يعتد في إثباته عند الإنكار إلا بالإشهاد والتوثيق، وليس ضرورياً أن يكون تاريخ إيقاع الطلاق هو تاريخ الإشهاد والتوثيق.